# Jezioro Czarne Górne (powiat łobeski)
Jezioro Czarne Górne – jezioro na Pojezierzu Ińskim, położone w woj. zachodniopomorskim, w powiecie łobeskim, w gminie Węgorzyno. Powierzchnia zwierciadła wody wynosi 6,65 ha.
Zbiornik w typologii rybackiej jest jeziorem linowo-szczupakowym.
Administratorem wód Jeziora Czarnego Górnego jest Regionalny Zarząd Gospodarki Wodnej w Szczecinie. 
Do 1945 roku jezioro posiadało niemiecką nazwę Ober Schwarz See.